# RuPaul
RuPaul, nom artístic de RuPaul Andre Charles (San Diego, Califòrnia, 17 de novembre de 1960) és un actor, drag-queen, model, músic i artista estatunidenc que va fer-se famós a principis de la dècada del 1990 en sortir a diversos programes televisius, pel·lícules i àlbums musicals, especialment gràcies a l'èxit de la seva cançó "Supermodel (You Better Work)", de 1992. Ha aparegut en diverses sèries de televisió, i ha presentat els programes The RuPaul Show (1996), RuPaul's Drag Race (2009-present) i RuPaul's Drag U (2010-2012).

## Biografia
Li va posar el nom la seva mare, Ernestine "Toni" Charles, nadiua de Louisiana; el "Ru" prové del roux, que és una salsa base pel gumbo i moltes altres sopes. Quan els seus pares es van divorciar el 1967, ell i les seves tres germanes van anar a viure amb la seva mare.
Amb 15 anys es va mudar a Atlanta (Geòrgia) amb la seva germana Renetta per estudiar arts escèniques. En els anys següents, RuPaul va treballar com a músic i cineasta durant la dècada del 1980. Va participar en cinema underground, ajudant a crear la pel·lícula de baix pressupost Star Booty, i un àlbum amb el mateix nom. A Atlanta, RuPaul actuava sovint en el Celebrity Club com a ballarí o amb la seva banda Wee Wee Pole. RuPaul també actuava com a cantant de suport a Glean Meadmore juntament amb la drag-queen Vaginal Davis. La primera exposició nacional de RuPaul als Estats Units va ser el 1989, amb un paper d'extra ballarí en el videoclip "Love Shack" per The B-52's.
A principis de la dècada del 1990, RuPaul va treballar en l'escena nocturna de Geòrgia i era conegut pel seu nom complet. Inicialment participant en espectacles d'estil genderbender, RuPaul va actuar en solitari i en col·laboració amb altres bandes en molts clubs de Nova York, el més notable va ser el Pyramid Club. Va actuar davant la drag-queen de Nova York Mona Foote (Nashom Benjamin) en l'espectacle paròdia de ciència-ficció My Pet Homo, escrit i dirigit per John Michael Johnson per Cooper Square Productions. Va aparèixer durant molts anys en el festival drag anual Wigstock i va aparèixer en el documental Wigstock: The Film. En els anys 90, RuPaul era conegut en el Regne Unit per les seves aparicions en la sèrie del Channel 4 Manhattan Cable, una sèrie setmanal produïda per World of Wonder i presentada pel estatunidenc Laurie Pike en el sistema de televisió pública de Nova York.

## Carrera professional

### 1993–1997
El 1993 va gravar l'àlbum de gènere dance Supermodel of the World. Va ser difós a través del segell discogràfic Tommy Boy, sent la cançó "Supermodel (You Better Work)", escollida per ser llançada com a primer senzill. La cançó va aconseguir la posició #45 del llistat Hot 100 de Billboard i la posició #39 del llistat UK Singles Chart.
RuPaul va signar un contracte com a model amb MAC Cosmetics, convertint-se asi en la primera supermodel drag-queen. A més va llançar la seva autobiografia Lettin' It All Hang Out.
El 1996 va iniciar el seu propi programa d'entrevistes transmès per VH1, anomenat The RuPaul Show, entrevistant a una gran varietat d'artistes i celebritats. Diana Ross, Nirvana, Duran Duran, Pat Benatar, Mary J. Blige, Bea Arthur, Dionne Warwick, Cyndi Lauper, Olivia Newton-John, Beenie Man, Pete Burns, Bow Wow Wow, i els Backstreet Boys van ser notables convidats.
Aquest mateix any va llançar el seu segon àlbum, Fox Lady, aquesta vegada sota el segell discogràfic Rhino Records. Malgrat la seva creixent popularitat, el disc no va aconseguir entrar al llistat Billboard 200. No obstant això, el primer senzill Snapshot va ser tot un èxit en els clubs, aconseguint asi la 4a posició en el llistat Dance Club Songs de Billboard.

### 2004–present
El 2004 va llançar el seu quart àlbum. Red Hot. Malgrat la seva aparent insatisfacció amb el llançament, Red Hot va marcar el retorn de RuPaul a les llistes de popularitat en els Estats Units amb el seu primer senzill Looking Good, Feeling Gorgeous que va aconseguir la posició #2 en el llistat Dance Club Songs de Billboard.
El 2006 va llançar ReWorked, el seu primer àlbum de mescles i cinquè de la seva propietat.
A mitjans de 2008, va començar a produir RuPaul's Drag Race, un programa de telerealitat i concursos transmès per Logo a partir de febrer de 2009. El programa té diverses drag-queens competint per ser triades per RuPaul i un panell de jutges com la "Següent Superestrella Drag estatunidenca".
El març de 2009, va llançar l'àlbum Champion. L'àlbum va aconseguir la posició #12 en el llistat Dance/Electronic Albums i la posició #26 en el llistat Top Heatseekersde de Billboard.
El gener de 2020 es va anunciar que seria convidat al programa Saturday Night Live per primera vegada, en l'episodi que tindria lloc el 8 de febrer següent i que comptaria amb l'actuació musical de Justin Bieber.

## Vida personal
RuPaul ha estat al costat de l'australià Georges LeBar des de 1994, quan tots dos es van conèixer en el club nocturn Limelight de la Ciutat de Nova York. Van contreure matrimoni el gener de 2017.

## Filmografia principal
| - RuPaul Is: Starbooty! (1987) - Crooklyn (1994) - The Brady Bunch Movie (1995) - Wigstock: The Movie (1995) - Blue in the Face (1995) - To Wong Foo, Thanks for Everything! Julie Newmar (1995) - Red Ribbon Blues (1995) - A Mother’s Prayer (1995) - Fled (1996) - Fugitius encadenats (A Very Brady Sequel) (1996) - An Unexpected Life (1998) - EDtv (1999) - But I'm a Cheerleader (1999) - The Eyes of Tammy Faye (2000) - The Truth About Jane (2000) - For the Love of May (2000) - Qui és en Cletis T? (Who Is Cletis Tout?) (2001) - Michael Lucas' Dangerous Liaisons (2005) - Work it Girl: The Music Videos (2006) - Starrbooty (2007) - Another Gay Sequel: Gays Gone Wild! (2008) - Rick & Steve: The Happiest Gay Couple in All the World (2009) - Hurricane Bianca (2016) | - Sister, Sister (1994) - Sabrina, the Teenage Witch (1998) - Popular (TV sèries) (2001) - Son of the Beach (2002) - RuPaul's Drag Race (2009–present) - Ugly Betty (2010) - RuPaul's Drag O (2010 - 2012) - RuPaul's Drag Race: All Stars (2012–present) - Life With La Toya (2013) - Skin Wars (2014) - Gay for Play Game Show Starring RuPaul (2016–present) - GirlBoss (2017) - Broad City (2017) |

## Discografia

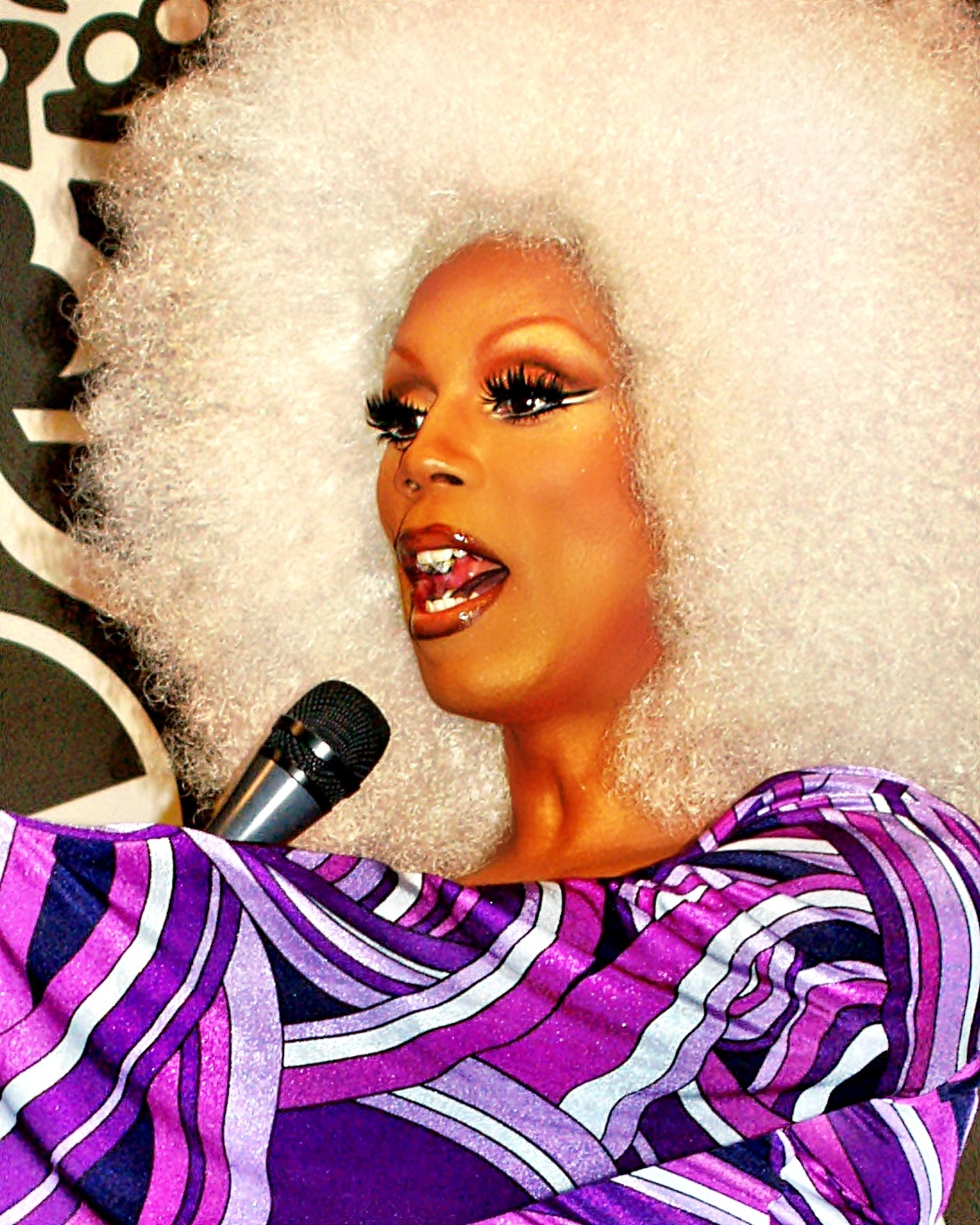
RuPaul el 2007.

- Supermodel of the World (1993)
- Foxy Lady (1996)
- Red Hot (2004)
- Champion (2009)
- Glamazon (2011)
- TBA (2013-14)
- Born naked (2014)

## Guardons
| Any  | Categoria                                                     | Premi                            | Resultat  |
| ---- | ------------------------------------------------------------- | -------------------------------- | --------- |
| 1993 | Best Dance Video - "Supermodel (You Better Work)"             | 1993 Premis MTV Video Music      | Nominat   |
| 1999 | Vito Russo Award                                              | Premi GLAAD Media                | Guanyador |
| 2010 | Outstanding Reality Program - RuPaul's Drag Race              | Premi GLAAD Media                | Guanyador |
| 2012 | Best Reality Show Host - RuPaul's Drag Race                   | Premi Critics' Choice Television | Nominat   |
| 2016 | Outstanding Host for a Reality or Reality Competition Program | Premi Emmy                       | Guanyador |